# Jüdischer Friedhof (Częstochowa)

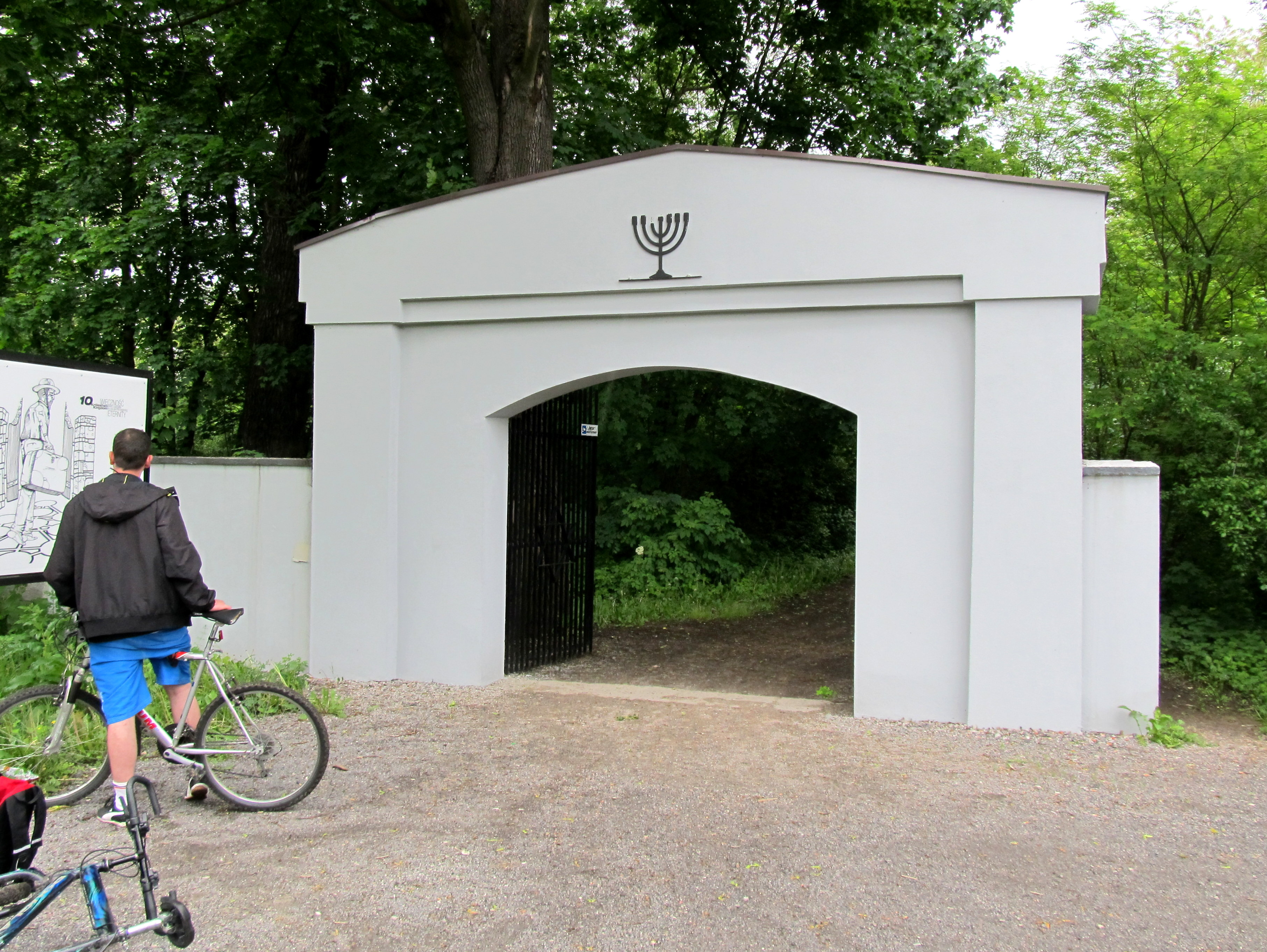
Eingang zum jüdischen Friedhof in Częstochowa

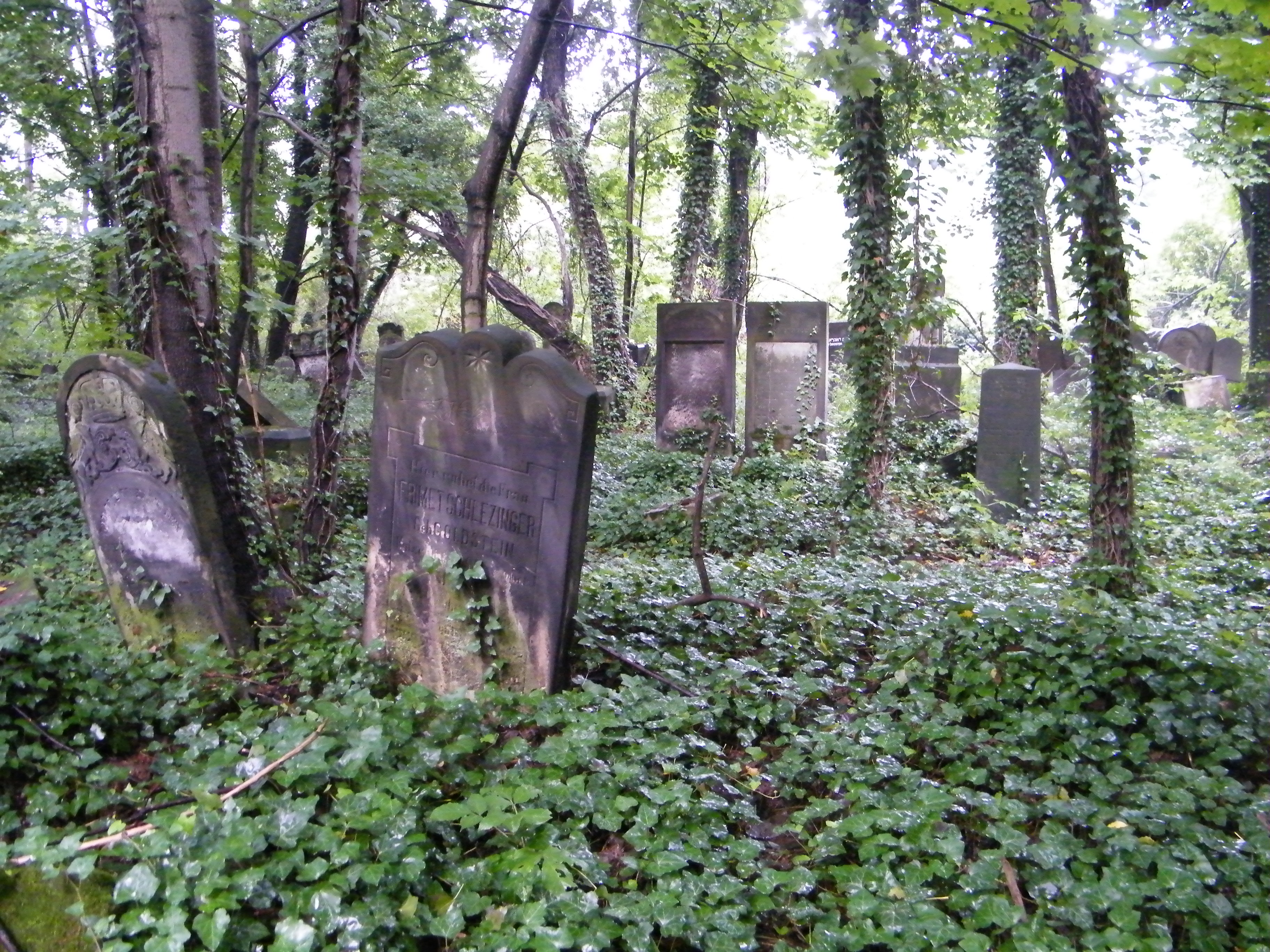
Ansicht des Friedhofs

Der Jüdische Friedhof in Częstochowa, einer Stadt in der Woiwodschaft Schlesien in Polen, wurde 1799 angelegt und 1973 letztmals belegt. 
Auf dem 8,5 Hektar großen jüdischen Friedhof befinden sich heute noch circa 2000 Grabsteine.